# Hudební festival Woodstock 1969
Hudební festival Woodstock 1969 je prvním ročníkem festivalu, který se konal poblíž amerického městečka Bethel na pozemcích pronajatých farmářem Maxem Yasgurem. Festival se konal od pátku 15. srpna 1969 do pondělí 18. srpna 1969, kdy jej uzavřelo vystoupení Jimiho Hendrixe.

## Průběh festivalu

### Pátek – 15. srpna
- Richie Havens (17:07 - 19:00)
  1. "Minstrel From Gault"
  2. "From The Prison>Get Together>From The Prison"
  3. "I’m A Stranger Here"
  4. "High Flyin' Bird"
  5. "I Can't Make It Any More"
  6. "With a Little Help from My Friends"
  7. "I Had A Woman"
  8. "Handsome Johnny"
  9. "Strawberry Fields Forever / Hey Jude"
  10. "Freedom/Motherless Child"
- Swami Satchidananda (19:10 - 19:20)
- Sweetwater (19:30 - 20:10)
  1. "What's Wrong"
  2. "Motherless Child"
  3. "Look Out"
  4. "For Pete's Sake"
  5. "Day Song"
  6. "Crystal Spider"
  7. "Two Worlds"
  8. "Why Oh Why"
  9. "Let The Sunshine In"
  10. "Oh Happy Day"
- Bert Sommer (20:20 - 21:15)
  1. "Jennifer"
  2. "The Road To Travel"
  3. "I Wondered Where You'd Be"
  4. "She's Gone"
  5. "Things Are Going my Way"
  6. "And When It's Over"
  7. "Jeanette"
  8. "America"
  9. "A Note That Read"
  10. "Smile"
- Tim Hardin (21:20 - 21:45)
  1. "Hang Onto A Dream"
  2. "Susan"
  3. "If I Were a Carpenter"
  4. "Reason To Believe"
  5. "You Upset The Grace Of Living When You Lie"
  6. "Speak Like A Child"
  7. "Snow White Lady"
  8. "Blue On My Ceiling"
  9. "Simple Song Of Freedom"
  10. "Misty Roses"
- Ravi Šankar (22:00 - 22:35)
  1. "Raga Puriya-Dhanashri/Gat In Sawarital"
  2. "Tabla Solo In Jhaptal"
  3. "Raga Manj Kmahaj (AIap,  Jor, Dhun In Kaharwa Tal)"
- Melanie Safka (22:50 - 23:20)
  1. "Johnny Boy"
  2. "Close To It All"
  3. "Momma Momma"
  4. "Beautiful People"
  5. "Animal Crackers"
  6. "Mr. Tambourine Man"
  7. "Tuning My Guitar"
  8. "Birthday Of The Sun"
- Arlo Guthrie (23:55 - 00:25)
  1. "Coming Into Los Angeles"
  2. "Wheel Of Fortune"
  3. "Walking Down the Line"
  4. "Story about Moses and the Brownies"
  5. "Oh Mary, Don't You Weep"
  6. "Every Hand In The Land"
  7. "Amazing Grace"
- Joan Baez (00:55 - 02:00)
  1. Story about how the Federal Marshals came to take David Harris into custody "Joe Hill"
  2. "Sweet Sir Galahad"
  3. "Hickory Wind"
  4. "Drugstore Truck Driving Man" duet with Jeffrey Shurtleff
  5. "Sweet Sunny South"
  6. "One Day At A Time"
  7. "Why Was I Tempted To Roam"
  8. "Let Me Wrap You In My Warm and Tender Love"
  9. "Swing Low, Sweet Chariot"
  10. "We Shall Overcome"

### Sobota – 16. srpna
- Quill (13:20 - 14:00)
  1. "They Live the Life"
  2. "BBY"
  3. "Waitin' For You"
  4. "That's How I Eat / Jam"
- Country Joe McDonald (14:20 - 14:45)
  1. "Janis"
  2. "Rockin All Around The World"
  3. "Flyin' High All Over the World"
  4. "Seen A Rocket Flyin'"
  5. "The "Fish" Cheer/I-Feel-Like-I'm-Fixin'-To-Die Rag"
- John Sebastian (15:10 - 15:35)
  1. "How Have You Been"
  2. "Rainbows Over Your Blues"
  3. "I Had a Dream"
  4. "Darlin' Be Home Soon"
  5. "Younger Generation"
- Keef Hartley Band (16:00 - 17:00)
  1. "Spanish Fly"
  2. "Believe In You"
  3. "Rock Me Baby"
  4. "Medley"
  5. "Leavin' Trunk"
  6. "Sinnin' For You "
- Santana Blues Band (17:15 - 18:00)
  1. "Waiting"
  2. "Evil Ways"
  3. "You Just Don't Care"
  4. "Savor"
  5. "Jingo"
  6. "Persuasion"
  7. "Soul Sacrifice"
  8. "Fried Neckbones"
- The Incredible String Band (18:30 - 19:15)
  1. "Sleepers Awaken"
  2. "Invocation"
  3. "The Letter"
  4. "This Moment"
  5. "When You Find Out Who You Are"
- Canned Heat (20:00 - 21:00)
  1. "A Change Is Gonna Come/Leaving This Town"
  2. "Going Up the Country"
  3. "Let's Work Together"
  4. "Woodstock Boogie"
  5. "On The Road Again"
- Mountain (21:30 - 22:30)
  1. "Blood of the Sun"
  2. "Stormy Monday"
  3. "Long Red"
  4. "Beside The Sea"
  5. "For Yasgur's Farm"
  6. "You and Me"
  7. "Theme for an Imaginary Western"
  8. "Waiting To Take You Away"
  9. "Dreams of Milk and Honey"
  10. "Blind Man"
  11. "Blue Suede Shoes"
  12. "Southbound Train"
- Grateful Dead (00:00 - 01:00)
  1. "St. Stephen"
  2. "Mama Tried"
  3. "Dark Star"
  4. "High Time"
  5. "Turn on Your Love Light"
- Creedence Clearwater Revival (01:30 - 02:15)
  1. "Born on the Bayou"
  2. "Green River"
  3. "Ninety-Nine and a Half (Won't Do)"
  4. "Commotion"
  5. "Bootleg"
  6. "Bad Moon Rising"
  7. "Proud Mary"
  8. "I Put a Spell on You"
  9. "Night Time is the Right Time"
  10. "Keep On Chooglin'"
  11. "Suzie Q"
- Janis Joplin (02:30 - 03:15)
  1. "Raise Your Hand"
  2. "As Good As You've Been To This World"
  3. "To Love Somebody"
  4. "Summertime"
  5. "Try (Just A Little Bit Harder)"
  6. "Kozmic Blues"
  7. "Can't Turn You Loose"
  8. "Work Me Lord"
  9. "Piece of My Heart"
  10. "Ball 'n' Chain"
- Sly & the Family Stone (03:30 - 04:30)
  1. "M'Lady"
  2. "Sing a Simple Song"
  3. "You Can Make It If You Try"
  4. "Everyday People"
  5. "Medley: Dance To The Music/Music Lover/I Want To Take You Higher"
  6. "I Want to Take You Higher"
  7. "Love City"
  8. "Stand!"
- The Who (05:00 - 06:30)
  1. "Heaven and Hell"
  2. "I Can't Explain"
  3. "It's a Boy"
  4. "1921"
  5. "Amazing Journey"
  6. "Sparks"
  7. "Eyesight to the Blind"
  8. "Christmas"
  9. "Tommy Can You Hear Me?"
  10. "Acid Queen"
  11. "Pinball Wizard"
  12. "Do You Think It's Alright?"
  13. "Fiddle About"
  14. "There's a Doctor"
  15. "Go to the Mirror"
  16. "Smash the Mirror"
  17. "I'm Free"
  18. "Tommy's Holiday Camp"
  19. "We're Not Gonna Take It"/"See Me, Feel Me"
  20. "Summertime Blues"
  21. "Shakin' All Over"
  22. "My Generation"
  23. "Naked Eye"
- Jefferson Airplane (07:00 - 08:30)
  1. "Other Side of This Life"
  2. "Somebody To Love"
  3. "Three-Fifths of a Mile In 10 Seconds"
  4. "Won't You Try/Saturday Afternoon"
  5. "Eskimo Blue Day"
  6. "Plastic Fantastic Lover"
  7. "Wooden Ships"
  8. "Uncle Sam's Blues"
  9. "Volunteers"
  10. "Ballad of You & Me & Pooneil"
  11. "Come Back Baby"
  12. "White Rabbit"
  13. "House At Pooneil Corners"

### Neděle – 17. srpna a pondělí – 18. srpna
- The Grease Band
- Joe Cocker (15:30 - 16:10)
  1. "Dear Landlord"
  2. "Something Comin' On"
  3. "Do I Still Figure In Your Life"
  4. "Feelin' Alright"
  5. "Just Like A Woman"
  6. "Let's Go Get Stoned"
  7. "I Don't Need A Doctor"
  8. "I Shall Be Released"
  9. "Hitchcock Railway"
  10. "Something To Say"
  11. "With a Little Help from My Friends"
- Country Joe and the Fish (20:00 - 20:30)
  1. "Rock and Soul Music"
  2. "Love"
  3. "Love Machine"
  4. "The "Fish" Cheer/I-Feel-Like-I'm-Fixin'-To-Die Rag"
- Ten Years After (21:00 - 22:00)
  1. "Good Morning Little Schoolgirl"
  2. "I Can't Keep From Crying Sometimes"
  3. "I May Be Wrong, But I Won't Be Wrong Always"
  4. "Hear Me Calling"
  5. "I'm Going Home"
- The Band (22:30 - 23:30)
  1. "Chest Fever"
  2. "Tears of Rage"
  3. "We Can Talk"
  4. "Don't You Tell Henry"
  5. "Don't Do It"
  6. "Ain't No More Cane"
  7. "Long Black Veil"
  8. "This Wheel's On Fire"
  9. "I Shall Be Released"
  10. "The Weight"
  11. "Loving You Is Sweeter Than Ever"
- Johnny Winter (00:00 - 01:00) (ve dvou skladbách hrál i jeho bratr Edgar Winter, skladby jsou uvedeny)
  1. "Mama, Talk to Your Daughter"
  2. "To Tell the Truth"
  3. "Johnny B. Goode"
  4. "Six Feet In the Ground"
  5. "Leland Mississippi Blues/Rock Me Baby"
  6. "Mean Mistreater"
  7. "I Can't Stand It" (Johnny + Edgar Winter)
  8. "Tobacco Road" (Johnny + Edgar Winter)
  9. "Mean Town Blues"
- Blood, Sweat & Tears (01:30 - 02:30)
  1. "More and More"
  2. "I Love You More Than You'll Ever Know"
  3. "Spinning Wheel"
  4. "I Stand Accused"
  5. "Something Comin' On"
- Crosby, Stills, Nash & Young (03:00 - 04:30)
  - Akustický set

  1. "Suite: Judy Blue Eyes"
  2. "Blackbird"
  3. "Helplessly Hoping"
  4. "Guinnevere"
  5. "Marrakesh Express"
  6. "4 + 20"
  7. "Mr. Soul"
  8. "Wonderin'"
  9. "You Don't Have To Cry"

  - Elektrický set

  1. "Pre-Road Downs"
  2. "Long Time Gone"
  3. "Bluebird Revisited"
  4. "Sea of Madness"
  5. "Wooden Ships"
  6. "Find the Cost of Freedom"
  7. "49 Bye-Byes"
- Paul Butterfield Blues Band (05:00 - 06:00)
  1. "Everything's Gonna Be Alright"
  2. "Driftin' Blues'"
  3. "Born Under a Bad Sign"
  4. "Morning Sunrise"
  5. "Love March"
- Sha-Na-Na (06:30 - 07:30)
  1. "Na Na Theme"
  2. "Yakety Yak"
  3. "Teen Angel"
  4. "Jailhouse Rock"
  5. "Wipe Out"
  6. "A Teenager in Love"
  7. "Book of Love"
  8. "Duke of Earl"
  9. "At the Hop"
  10. "Na Na Theme"
- Jimi Hendrix (08:30 - 10:00)
  1. "Message to Love"
  2. "Hear My Train A Comin'" ("Get My Heart Back Together" na albu Woodstock 2)
  3. "Spanish Castle Magic"
  4. "Red House"
  5. "Mastermind"
  6. "Lover Man"
  7. "Foxy Lady"
  8. "Jam Back at the House"
  9. "Izabella"
  10. "Gypsy Woman"/"Aware of Love"
  11. "Fire"
  12. "Voodoo Child (Slight Return)"/"Stepping Stone"
  13. "The Star-Spangled Banner"
  14. "Purple Haze"
  15. "Woodstock Improvisation"/"Villanova Junction"
  16. "Hey Joe"

## Fotogalerie

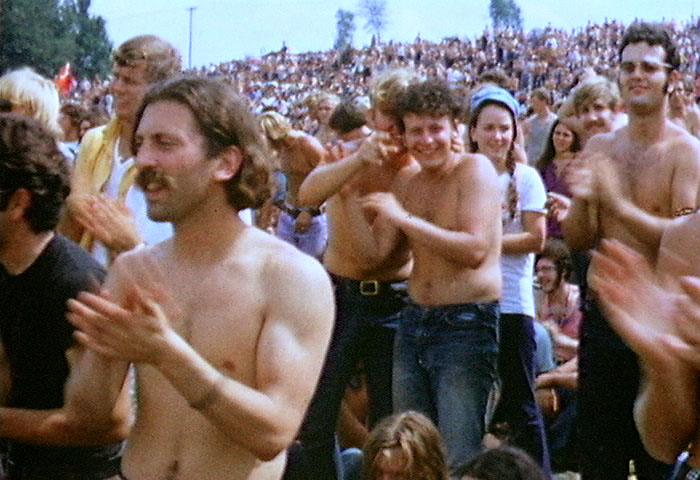
Pátek odpoledne
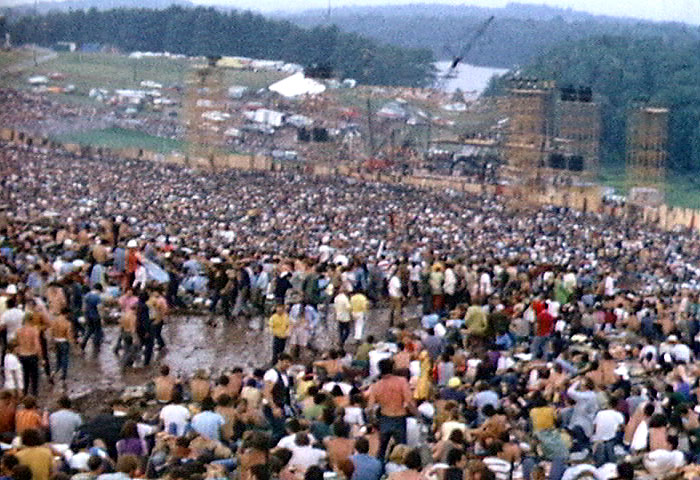
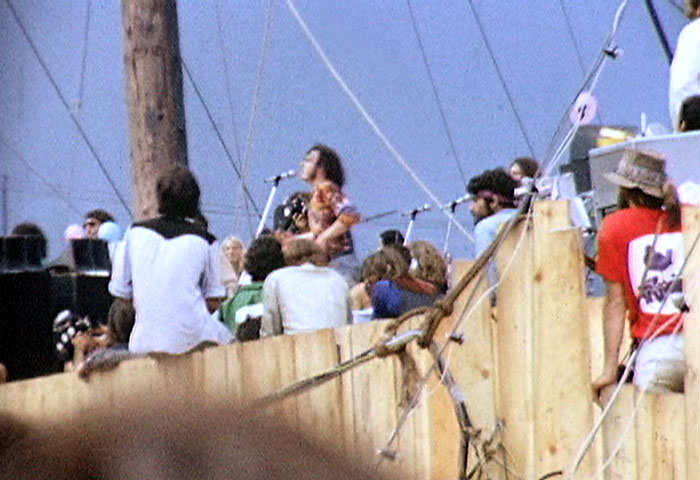
Joe Cocker
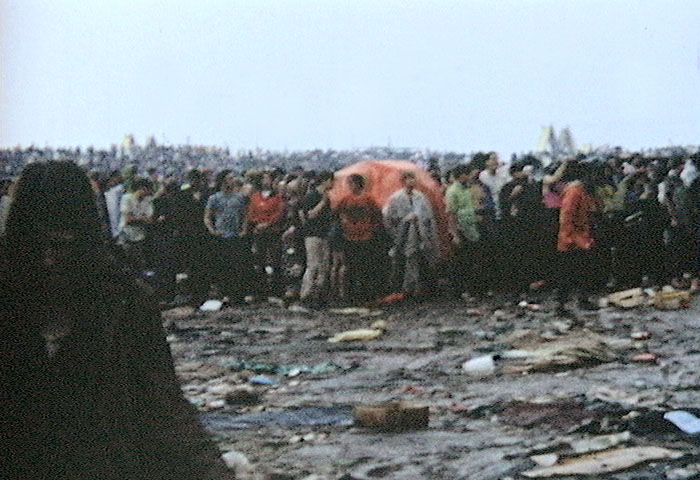
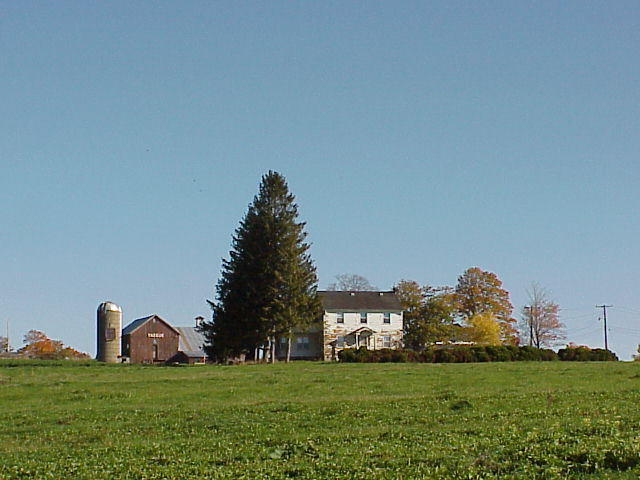
Farma Maxe Yasgura
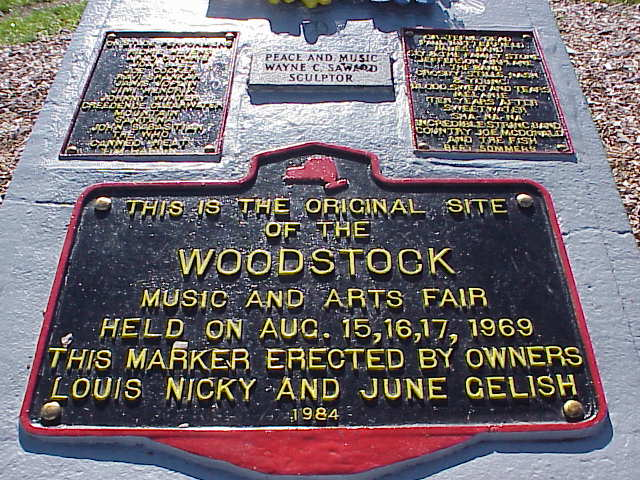
Pamětní tabule zasazená při příležitosti 15. výročí festivalu